# حزب الشعب الفلسطيني
حزب الشعب الفلسطيني حزب اشتراكي فلسطيني. تأسس في 10 فبراير 1982، يشكل امتداداً للحزب الشيوعي الفلسطيني السابق، ويعرف باختصار "حشف"، وهو فصيل من فصائل منظمة التحرير الفلسطينية.

## طروحاته
يطرح الحزب أنه يعمل هو وجميع القوى المحبة للتحرّر والسلام الديمقراطية والاشتراكية يعمل من أجل الحفاظ على السلم العالمي، وحماية حقوق الإنسان والبيئة، والقضاء على التخلف والتبعية، ويناضل من أجل احترام حق كل شعب من شعوب العالم في اختيار طريق تطوره الحر والمستقلوقد عانى حزب الشعب الفلسطيني من عدّة أزمات داخلية تركزت في فترة تحوله من الحزب الشيوعي الفلسطيني.

## شخصيات بارزة في تاريخ الحزب
[بحاجة لمصدر]
- بسام الصالحي:أمين عام الحزب
- نافذ غنيم: نائب الامين العام
- معين بسيسو: الأمين العام للحزب الشيوعي في قطاع غزة وعضو اللجنة المركزية للحزب الشيوعي الفلسطيني.شاعر الثورة الفلسطينية
- فؤاد نصار: الأمين العام لعصبة التحرر الوطني والمؤسس
- بشير البرغوثي: أمين عام سابق للحزب
- سليمان النجاب: عضو مكتب سياسي عضو اللجنة التنفيذية لمنظمة التحرير
- مصطفى الهرش: عضو المكتب السياسي
- وليد العوض: عضو المكتب السياسي
- حنا عميرة عضو المكتب السياسي
- وجيه ابو ظريفة: عضو المكتب السياسي
- تيسير محيسن: عضو المكتب السياسي
- منجد ابو جيش: عضو المكتب السياسي
- غسان الخطيب: عضو المكتب السياسي ووزير العمل الفلسطيني السابق
- عاصم عبد الهادي: عضو المكتب السياسي
- عبد المجيد حمدان: امين عام سابق
- عبد الرحمن عوض الله/ أمين عام سابق

## وصلات خارجية
- الموقع الرسمي